# Sant'Elena Quartu Calcio 1982-1983
Questa voce raccoglie le informazioni riguardanti laSant'Elena Quartu Calcio nelle competizioni ufficiali della stagione 1982-1983.

## Rosa
| N. |                   | Ruolo | Calciatore          |
| -- | ----------------- | ----- | ------------------- |
|    | Italia (bandiera) | C     | Elio Biondi         |
|    | Italia (bandiera) | A     | Antonio Caddeo      |
|    | Italia (bandiera) | C     | Giuseppe Cao        |
|    | Italia (bandiera) | D     | Luigi De Pau        |
|    | Italia (bandiera) | C     | Marco Mauro Frongia |
|    | Italia (bandiera) | D     | Antonello Gariazzo  |
|    | Italia (bandiera) | A     | Emanuele Gattelli   |
|    | Italia (bandiera) | C     | Roberto Lai         |
|    | Italia (bandiera) | D     | Ignazio Leschio     |
|    | Italia (bandiera) | C     | Roberto Leschio     |
|    | Italia (bandiera) | C     | Roberto Lintas      |

| N. |                   | Ruolo | Calciatore         |
| -- | ----------------- | ----- | ------------------ |
|    | Italia (bandiera) | A     | Mario Mureddu      |
|    | Italia (bandiera) | D     | Marcello Ottaviani |
|    | Italia (bandiera) | C     | Mario Perra        |
|    | Italia (bandiera) | P     | Enrico Piras       |
|    | Italia (bandiera) |       | Piroddi            |
|    | Italia (bandiera) | C     | Massimo Piscedda   |
|    | Italia (bandiera) | C     | Antonio Podda      |
|    | Italia (bandiera) | D     | Luciano Porru      |
|    | Italia (bandiera) | P     | Enrico Rais        |
|    | Italia (bandiera) | P     | Davide Marfella    |

|-
|
|
|C
|Pietro Simbola 
|}
|}